# Loulou Boulaz
Louise "Loulou" Boulaz (6 de febrer de 1908 – 13 de juny de 1991) va ser una alpinista i esquiadora alpina suïssa que va fer nombroses primeres ascensions als Alps.

## Biografia
Boulaz va néixer al poble d'Avenches a Suïssa. Va assistir a una escola de comerç i va treballar com a periodista per a l'Organització Internacional del Treball a Ginebra.
Boulaz va començar a escalar als Alps a la dècada de 1930 i va continuar fent grans ascensions fins a la dècada de 1970. De les seves principals ascensions, quatre van ser les primeres ascensos i almenys nou van ser les primeres ascensions femenines o totalment femenines. Al començament de la seva carrera, Boulaz i Lulu Durand es van convertir en les primeres dones a escalar la Dent du Requin (1932) i la cara sud-oest de la Dent du Géant. Va fer una sèrie d'escalades amb Durand l'any 1935
- La primera travessa femenina de l' Aiguille des Grands Charmoz;
- La primera travessa femenina de Les Droites;
- La primera ascensió femenina de la cara nord del Petit Dru (amb Raymond Lambert ), i la segona ascensió de la història;
- La primera ascensió femenina de l'esperó central de les Grandes Jorasses;
- L'Aiguille Noire de Peuterey ; i la cara Brenva del Mont Blanc.[4][5]

Va ser la primera persona a escalar la cara est del Bel Oiseau (1938), la cara nord del Mont Vélan (1941) i el Rothorn de Valais (1941). Va ser la primera dona a escalar el contrafort Pera de la cara Brenva del Mont Blanc (1939), l'esperó Walker de les Grandes Jorasses (1952) i la cara nord de la Cima Grande di Lavaredo (1960).
Fora dels Alps, Boulaz viatjava sovint a l'Himàlaia, el Caucas i el Sàhara. El 1959, va ser membre de l'expedició exclusivament femenina al Cho Oyu on Claude Kogan, Claudine van der Straten-Ponthoz i tres xerpes van morir durant una allau. El 1977, va ser la primera a escalar una nova ruta a les muntanyes d'Aïr del Sàhara, que va anomenar Tour Loulou. Va ser nomenada membre d'honor del Club Alpí Suís, tot i que el club no va permetre que les dones es fessin socis en aquell moment, a més de ser membre d'honor del Club Alpí de Dones i del Club Alpí.
Boulaz també va ser una esquiadora d'alpí d'èxit; va ser membre de l'equip nacional d'esquí suís el 1936 i el 1937, i el 1937 va quedar quarta en la categoria d'eslàlom del Campionat del Món d'esquí de la FIS a Chamonix.